# ヘンリー・トロロープ

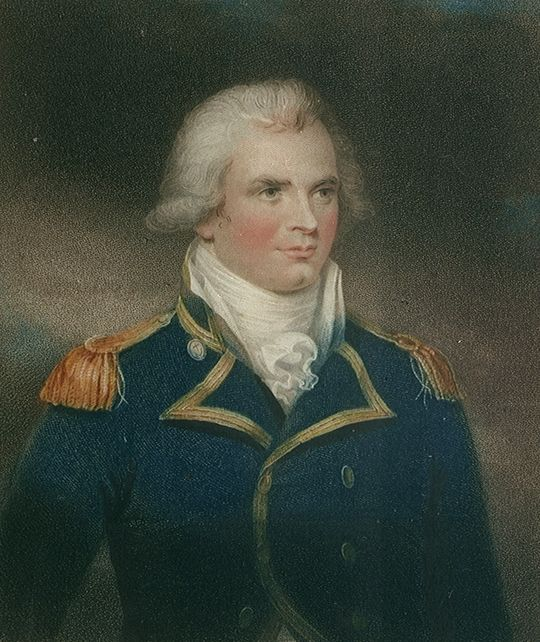
ヘンリー・トロロープ

サー・ヘンリー・トロロープ（Sir Henry Trollope、1756年4月20日 - 1839年11月2日）は、イギリス海軍の提督、バス勲爵士（GCB）。
トロロープは14歳で海軍に入り、アメリカ独立戦争時に軍艦「キャプテン」 と「エイジア」に勤務した。またレキシントンの戦い（1775年4月19日）とバンカーヒルの戦い（1775年6月17日）およびボストン包囲戦（1775年-1776年）に参加した。後者ではダンモア伯ジョン・マレーに従ってバージニアとロードアイランドへの遠征に従事した。
1777年、彼は4等級戦列艦「ブリストル」の3等海尉となり、フィラデルフィアにあるモントメリー砦（Fort Montomery）およびクリントン砦（Fort Clinton）とマッド（Mud）島の攻撃に参加した。
トロロープは1781年に勅任艦長に昇進した。1783年にイギリスとアメリカが講和した後はウェールズで暮らし、1790年に5等級38門艦「プルデント（Prudente）」の艦長として海に戻った。
トロロープは、ガーディナーの著書『ナポレオン時代の軍艦（Warships of the Napoleonic Era）』に「カロネード・クレージー」と書かれているとおり、カロネード砲のみを装備する2隻の軍艦を作らせた。1つが44門フリゲート「レインボウ（Rainbow）」で、同艦により彼はフランスのフリゲート「エベ（Hébé）」を抵抗なしで降伏させた。2隻目である戦列艦「グラットン（Glatton）」では、フリゲート4隻、コルベット2隻、ブリッグ、カッター各1隻のフランス戦隊をオランダのフリッシンゲンに追い込んでいる。
1797年のスピットヘッドとノアの反乱において、トロロープは自艦はもとより他の2隻の艦の反乱者を説き伏せた。1797年の後半には、74門艦「ラッセル」を指揮してキャンパーダウンの海戦に参加した。この海戦の勝利への貢献によって、バス勲位のナイト・コマンダー（KCB）となり、さらに1831年にはナイト・グランド・クロス（GCB）に引き上げられた。
トロロープは1812年に提督となり、1815年のナポレオン戦争の終結に伴って引退した。1839年11月2日、バース近郊のフレッシュフォードで自殺した。
第二次世界大戦当時のキャプテン級フリゲート「トロロープ」の艦名は彼に由来するものである。

## 注記
1. ↑  サン・ビセンテ岬の海戦でネルソンの乗艦となった「キャプテン」とは別艦（先代）。